# 新鲜血液
《新鲜血液》（英語："Fresh Blood"）是美国超自然题材电视剧《邪恶力量》第3季的第7集，也是整部剧集的第51集，于2007年11月15日通过CW电视网首播。本集节目由塞拉·甘布尔编剧，金·曼纳斯导演，剧情围绕两位主角萨姆·温彻斯特（杰瑞·帕达里基饰）和迪恩·温彻斯特（詹森·艾克尔斯饰）与变成吸血鬼的猎人戈登·沃尔（斯特林·K·布朗饰）之间的最后交锋展开。
《新鲜血液》是反面角色戈登·沃克灭亡的一集，布朗因需要出演另一部电视剧《军嫂们》（Army Wives）而不得不离开《邪恶力量》，他觉得自己饰演的戈登在本集中的行径非常可怕。因《吸血鬼猎人巴菲》和《夜行天使》成名的梅塞德斯·麦克纳博在本集客串出镜，她在节目拍摄期间还忙于参加电视剧《恶魔猎人》的摄制。
《新鲜血液》的收视率接近本季的平均水平，获得了评论员的正面评价。布朗的表演及其角色扭曲的故事情节都获得了肯定。萨姆与迪恩因后者近来的鲁莽行为发生冲突，以及结尾两人和解的桥段设计都得到了赞誉。评论员还很喜欢麦克纳博的客串，希望她的戏份能够更多一点，但也有很多评论认为劳伦·科汉诠释的贝拉·塔尔博特（Bela Talbot）在本集中的出场毫无意义。

## 剧情
戈登·沃克与萨姆·温彻斯特和迪恩·温彻斯特一样，都是猎杀超自然生物的猎人，但是，他认为萨姆总有一天会变成魔鬼，并参加对抗人类的邪魔战争。沃克成功越狱后找到了温彻斯特兄弟的眼中钉、小偷贝拉·塔尔博特，以杀死她为要胁逼她透露两兄弟的所在。塔尔博特起初拒绝合作，但最终还是用信息换取了价值连城的魔力袋。与此同时，萨姆和迪恩抓住了已经杀害两人的吸血鬼露西。进行审问后，他们发现另一个名叫狄克逊的吸血鬼在一家俱乐部把自己的血掺入饮料，以此把她也变成了吸血鬼。露西这时仍然以为自己只是染上了毒瘾，但迪恩别无选择只能杀了她，因为变成吸血鬼后没有再得以恢复的解药。
两兄弟找到狄克逊对质，但戈登和另一名猎人库布里克突然冲了进来，萨姆与迪恩成功逃身，但戈登在混乱中被狄克逊所擒。吸血鬼随后告诉戈登，自己巢穴中的其他吸血鬼被猎人所杀，所以他打算要重建家庭。狄克逊起初只想吸食戈登的血，但戈登并不屈服，不断地奚落对方，于是狄克逊逼他喝下自己的血。两兄弟迫使贝拉使用通灵板找到了戈登的下落，但当他们赶到狄克逊的藏身处时，发现戈登已经变成吸血鬼并逃跑。另一边，戈登找到了库布里克，要求对方让自己再活久一点，直到处理掉萨姆时止，但库布里克还是试图要杀死他，于是戈登反击杀害了库布里克。
夜幕降临，兄弟俩还是没能找到戈登。迪恩决定自己去追踪戈登，萨姆先藏起来，但后者不同意。萨姆谴责迪恩自从与十字路口恶魔交易后的许多行为都很鲁莽，那次交易导致迪恩只剩下一年的生命。迪恩声称自己并不怕死，但萨姆不信。最终迪恩让步了，同意今后收敛自己的行为。两人于是静静等待夜晚结束。
戈登之后联系了兄弟俩，要求进行会面，否则将会杀死一个女人。两兄弟前往约定地点寻找那个女人，但戈登利用一扇卷帘门把两人分隔开来。这个女人原来已经被戈登转变成吸血鬼，迪恩别无选择，只能用自己能够杀死任何生命的柯尔特枪打死了她。接下来他试图帮助萨姆，但戈登已经准备发动袭击，幸得萨姆及时用刀片刺网将吸血鬼斩首。兄弟俩之后在路边停了下来，检查汽车中卡嗒卡嗒的噪音。迪恩开始解释汽车发动机存在的问题，这让萨姆觉得很奇怪，迪恩于是解释道，自己已命不久长，弟弟应该尽快学会怎么修车，作为哥哥，他有必要让弟弟学会尽可能多的技能。

## 制作

### 客串演员

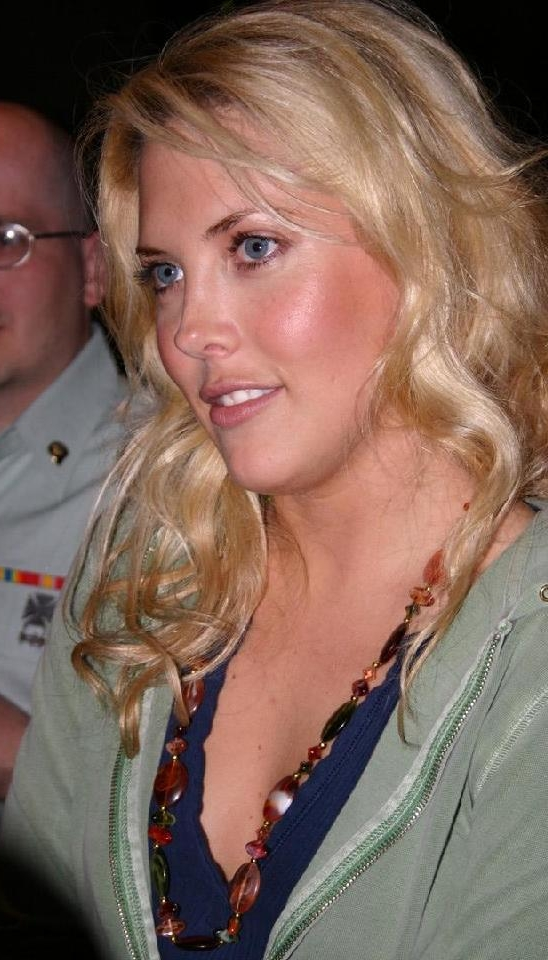
梅塞德斯·麦克纳博起初不大愿意出演露西一角，称：“有多少次你真的能够演好一个吸血鬼？这实在是太傻了！”

《新鲜血液》是饰演猎人戈登·沃克的斯特林·K·布朗最后一次客串出场。这个角色在第3季中的戏份本会更多，但由于布朗已经接演另一电视台的电视剧《军嫂们》而不得不退出。这一集的剧情让布朗觉得“真的很难”，虽然他对角色死去没有什么意见，但戈登把一位无辜的女孩转变成吸血鬼之举却让他感到非常可怕。虽然戈登在之前几集中的部分作为值得质疑，但布朗一直相信这个角色“本质上是好的”:49。对于这一转变布朗表示：“他的最终目的是杀死萨姆，他不管这会对任何人造成什么样的不利影响。这让我真是很难接受。”。而剧集主创人埃里克·克莱普克则认为，这个角色如今已成为恶魔，是在遵循自己的本能行事，而不是依靠逻辑判断。《新鲜血液》的编剧塞拉·甘布尔也有为戈登首次出场的剧集编剧，她还在克莱普克构思这个人物的过程中提供了帮助。甘布尔觉得自己能够为戈登最后一次出场的剧集编剧是一件很幸运的事，觉得“把他变成吸血鬼并且用刀片刺网将他斩首都让人感到很满足”:50。
以出演《吸血鬼猎人巴菲》和《夜行天使》成名的梅塞德斯·麦克纳博客串出演了本集中刚刚被转变成吸血鬼的露西一角。麦克纳博在《吸血鬼猎人巴菲》中饰演的也是吸血鬼，所以起初对是否参加这次客串有些犹豫，但她之后意识到，这个角色与其说是吸血鬼，倒不如说更像是个“嗑药后苏醒过来的女孩，虽然有所改变，但并不知道到底发生了什么事”。麦克纳博还指出，自己在《吸血鬼猎人巴菲》出演的吸血鬼主要来说是个用来调节气氛的喜剧角色，而露西一角则更加严肃、更富戏剧性:49。此外，她之前还与本集节目的导演金·曼纳斯在电视剧《原野奇兵》（The Adventures of Brisco County, Jr.）中合作过，这也对她最终决定参演产生了影响:48-49。由于之前出演的众多角色都会死去，所以麦克纳博对本集镜头中没有直接表现露西一角的死亡感到很高兴。麦克纳博在参加《新鲜血液》的拍摄工作期间还在参与电视剧《恶魔猎人》的演出，两边的时间安排上没有冲突。露西的出场镜头拍摄一共只需要几个小时的时间，所以女演员可以在第二天早上返回《恶魔猎人》的片场。
迈克尔·麦斯回归出演猎人库布里克，这个角色相信自己身负上帝的使命来杀死萨姆·温彻斯特。麦斯预先和布朗探讨了自己的角色，预想这个人物是戈登多年来可以信赖的好友。布朗形容库布里克是个“善意......可爱的伙计”，他还在之后看过这集节目后认为，库布里克的妻子对他的死负有一定的责任:49。马修·汉弗莱斯扮演吸血鬼狄克逊，觉得这是个受到很深误解的角色。汉弗莱斯觉得不难发现狄克逊行为中的合理性，他只是想作为吸血鬼重新建立起自己的家庭，所以汉弗莱斯坚持认为这个角色的行为背后并没有邪恶的企图，他还期待有朝一日能够再次出演这个角色:50。

### 拍摄
《新鲜血液》的主体拍摄工作在加拿大不列颠哥伦比亚的温哥华进行。片头段落是于夜间在户外拍摄，随后审问和处决露西的一场戏则是在片场系统搭建的汽车旅馆外景摄制。与本剧的其他集数不同的是，其中的旅馆房间并没有明显的主题。艺术指导设计师约翰·马思内克（John Marcynuk）对此表示：“那个汽车旅馆的房间基本上就是两兄弟执行处决的地方……并且就是一种冰冷的审讯现场，所以我们试着保持一种不那么友好的基调。当你从那里走过的时间，会感觉这绝对就是个曾经发生过谋杀案的地方，而且还不止一次。这就是那种会有不好的事情发生的地方”。对于戈登死亡的镜头，马思内克采用了多种不同的呈现方式，采用了以绿色为基调的冷血调，以求与血液产生更大的视觉反差:51。

### 特技效果
为了增强现实感，戈登死亡的这场戏在拍摄时就采用了各种特效手段，并在后期制作时增加视觉特效。先采用塑料制成的带血刀片刺网拍摄斩首的第一阶段镜头，缠住布朗颈部后，刺网上会略施压力，令其朝皮肤勒紧，逼出网中的假血。接下来布朗躺到地板上，视觉特效部分从镜头中去除他的头部，再用三维模型重建。工作人员还决定把镜头进一步发展，让头四处滚动，并且还能看到其嘴角抽搐。但是，广播标准与实践部门认为这些镜头太过血腥，所以强迫他们剪掉了这些部分:51。《邪恶力量》在第1季剧集《死人的血》（Dead Man's Blood）中首次出现吸血鬼，描绘他们拥有鲨鱼般的牙齿，这些设计在之后每一集出现吸血鬼的节目中都有作改善。特效化妆部门使用演员的嘴部模型来制作亚克力尖牙，但麦克纳博指出，戴上这些假牙后，连说话都变得非常困难。此外，演员的嘴周围会增加看起来像是鲜血的妆容，以求对吸血鬼的形象加以完善。

### 音乐
《新鲜血液》中的合成管弦配乐是由克里斯托弗·莱纳兹（Christopher Lennertz）作曲:51。他觉得“人们会把小提瑟的声音与吸血鬼联系起来”，因为小提琴又“与东欧和伯爵存在联系”，所以他在本集的配乐中大量采用小提琴，避免使用木管乐器，铜管乐器和钢琴:51。

## 反响

### 收视率和专业评价
《新鲜血液》的首播吸引了约288万观众收看，并获得了评论员的普遍好评。《电视指南》的蒂娜·查尔斯（Tina Charles）对这一集予以好评，称“非常高兴能看到这集无论是在强度、兄弟互动还是血腥方向都有上佳表现的节目。”虽然对戈登一角反复试图杀害萨姆而感到有些厌烦，但她还是“很不希望看到斯特林和戈登离去”。查尔斯觉得戈登转变成吸血鬼是剧情上一个很好的转折，也很喜欢角色即便是已经成为吸血鬼后仍然执着于自己“非黑即白的信仰”。她也很喜欢露西一角及其“非常让人难过的”结局，并且希望麦克纳博的戏份能够更多一点。查尔斯认为，“兄弟间的互动”才是节目的重点，她对萨姆直斥迪恩之非感到“喜出望外”。剧中迪恩终于开始严肃地对待萨姆，认真听取弟弟的意见而非继续以讽刺挖苦来搪塞，查尔斯称自己为这一幕已经等待了好几季那么久了。她还称剧末两兄弟的戏份“让人心碎”。《圣地亚哥联合论坛报》（The San Diego Union-Tribune）的卡拉·彼得森（Karla Peterson）也有类似看法，她不但给予本集+的高度评价（最高+），还将其评为2007至2008电视季最优秀剧集的第6名。她盛赞编剧塞拉·甘布尔和导演金·曼纳斯“创造了我们所看到的全季节目中结合得最完美的镜头”，还称赞帕达里基和艾克尔斯“让我们如此关切，并且如此彻底地相信，一个这样的镜头就能让我们感叹不已”。
《电视小队》（TV Squad）的布雷特·洛夫（Brett Love）认为，戈登在这“伟大”一集中的回归“值得等待”。他还指出，把露西描绘成无辜女孩是很好的转折，并且把戈登转变成吸血鬼也是“了不起的选择”。洛夫对戈登离开节目感到难过，他认为布朗非常认真而杰出地塑造了这个性格激烈而坚定的人物。不过，他觉得贝拉在这集节目中的出场毫无必要，因为戈登既然能够那么轻易地找到贝拉，但却需要贝拉的帮助才能找到温彻斯特兄弟，这样的情节设定实在让人难以置信。网站的朱莉·派尔（Julie Pyle）也有同样看法，觉得贝拉的出场有些“刻意”。派尔对戈登和库布里克的死感到难过，本期望两人的剧情可以得到进一步拓展。派尔还批评了这集的照明，称节目的画面本因更加黑暗，但实际上却变成了《邪恶力量》的精简版。《芝加哥论坛报》的莫琳·瑞安（Maureen Ryan）虽然觉得戈登一心要杀死萨姆的情节设定很吸引人，但她对《新鲜血液》的感观不佳。

### 分析
《邪恶力量》第2季的最后一集《地狱敞开》下集中邪魔阿撒兹勒曾称，前不久复活的萨姆可能并不是“100%真正的萨姆”，网站的唐·威廉姆斯（Don Williams）因此质疑萨姆身上是否有什么地方不对劲。威廉姆斯认为，戈登的死就属于萨姆与其个性不符的行为，同类行为还包括萨姆在《地狱敞开》下集中对杰克·塔利（Jake Talley）的残忍处决，以及《睡前故事》中杀死十字路口恶魔之举。不过他也指出，这些遭萨姆所杀的角色都“有些罪有应得”。卡拉·彼得森也指出，萨姆在杀死一个角色后，眼神中有一种冷酷和死亡。不过，帕达里基认为所谓“萨姆（在杀死戈登时表现出）的黑暗面”只是“纯粹的憎恨”，他认为萨姆当时的想法是：“他是个吸血鬼！他在杀人，是时候让他消失了”:50。